# Third Avenue (stacja metra)
Third Avenue – stacja metra nowojorskiego, na linii L. Znajduje się w dzielnicy Manhattan, w Nowym Jorku i zlokalizowana jest pomiędzy stacjami Union Square i First Avenue. Została otwarta 21 września 1924.